# Зайченки (Дергачёвский район)
Зайченки (укр. Зайченки) — село в Малоданиловском поселковом совете Дергачёвского района Харьковской области Украины.
Код КОАТУУ — 6322055901. Население по переписи 2001 года составляет 19 (6/13 м/ж) человек.

## Географическое положение
Село Зайченки находится на расстоянии в 1 км от реки Лопань (правый берег), недалеко от места впадения в неё реки Лозовенька (левый приток), в 2-х км от Харьковской окружной дороги (М-03), в 1-м км от села Караван, в 3-х км от пгт Малая Даниловка, в 3,5 км находится железнодорожная станция Подгородняя.
Село окружено большим лесным массивом урочище Харьковское (дуб).

## История
- 1938 — дата основания.

## Экономика
- Лесничество.